# Joachim Gnilka
Joachim Gnilka (Głubczyce, 8 dicembre 1928 – Monaco di Baviera, 15 gennaio 2018) è stato un teologo e biblista tedesco.

## Biografia
Joachim Gnilka ha studiato teologia, filosofia e lingue orientali a Eichstätt, Würzburg e Roma fra il 1947 e il 1955. È stato ordinato sacerdote nel 1953. Dal 1953 al 1956, è stato elemosiniere a Würzburg. Nel 1955 ha ottenuto il dottorato in teologia e nel 1959 ha conseguito l'abilitazione per la docenza accademica. Fra il 1959 e il 1962 è stato professore associato all’università di Würzburg. Fra il 1962 e il 1975 è stato professore ordinario di Nuovo Testamento all’Università di Münster. Dal 1975 al 1997 ha insegnato all’Università Ludwig Maximilian di Monaco. Fra il 1973 e il 1988 ha fatto parte della Pontificia commissione biblica e dal 1986 al 1997 è stato membro della Commissione teologica internazionale.
Muore a Monaco di Baviera il 15 gennaio 2018 all'età di 89 anni.

## Opere
- Lettera ai Filippesi, Città Nuova, 1970
- Marco, Cittadella, 1987
- Il vangelo di Matteo, Paideia, 1990
- Gesù di Nazaret, Paideia, 1993
- Paolo di Tarso, Paideia, 1998
- Teologia del Nuovo Testamento, Queriniana, 2000
- Pietro e Roma, Paideia, 2003
- Bibbia e Corano, Ancora, 2006
- I nazareni e il Corano, Paideia, 2012